# 競闘遊戯
競闘遊戯（きそいあそび）は、1874年（明治7年）3月21日東京海軍兵学寮で行われた行事。イギリス海軍式教育導入の過程でお雇い外国人アーチボルド・ルシアス・ダグラスの発案により開催された。日本の運動会の起源の一つとされる。後の文献では競闘遊戯会とも記される。

## 背景

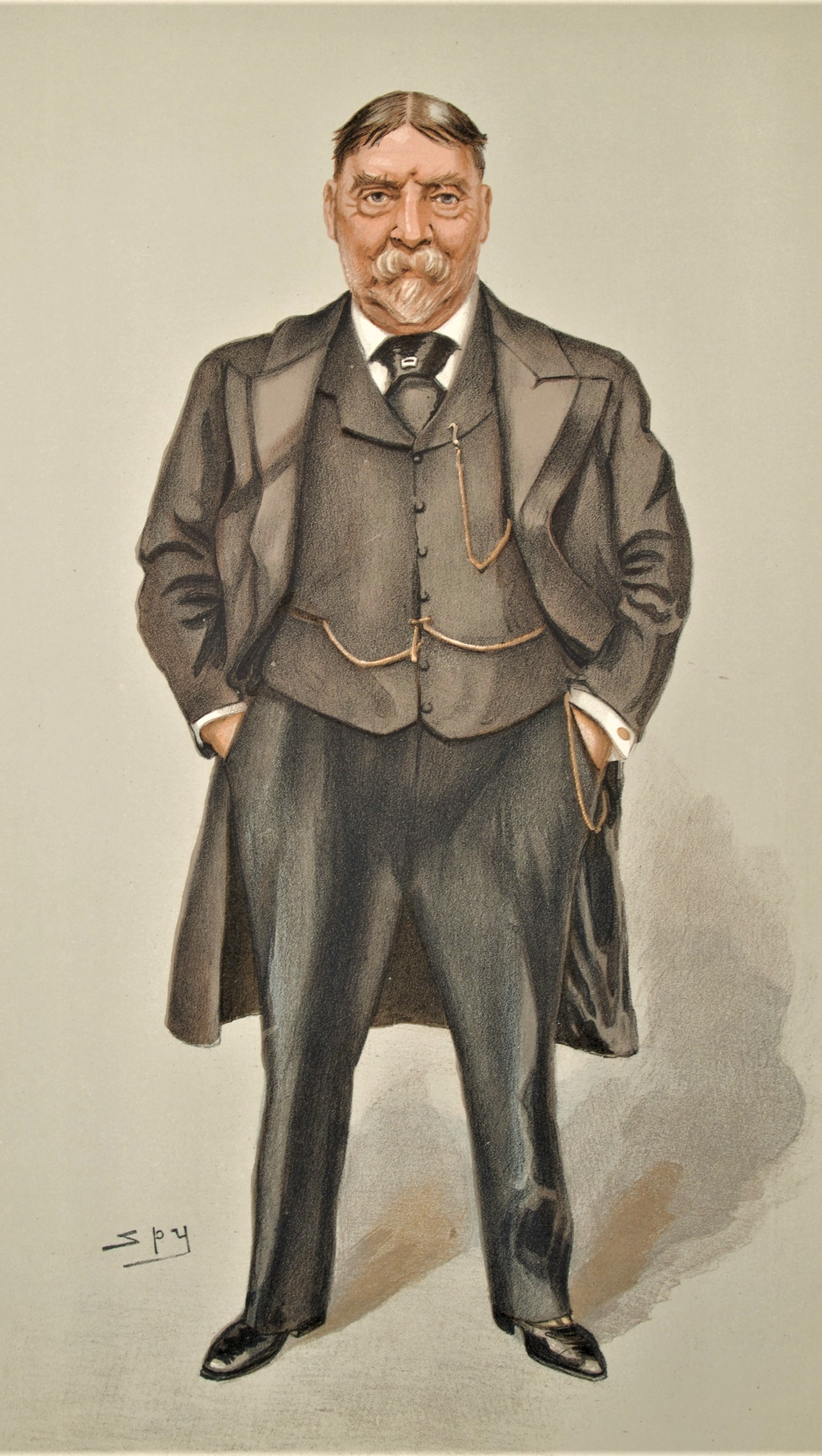
ダグラス（『バニティ・フェア』1902年7月号）

開国以降、類似した競技会は早く横浜外国人居留地在住の在日イギリス人の間で娯楽・社交目的で行われていた。元治元年3月30日-4月1日（1864年5月5日-6日）イギリス領事館グランドで野外スポーツ春季大会が開催され、陸上競技や目隠競走等が行われている。1873年（明治6年）横浜アスレチック協会 が組織され、11月15-16日秋季大会が開催された。
なお、慶応4年6月27日（1868年8月15日）横須賀製鉄所でフランス人レオンス・ヴェルニー等により行われたナポレオン1世生誕記念祭典も運動会の起源とされることがあるが、綱渡り・帆柱登り等曲芸的な競技が多く、これらの活動との関連性は薄い。
一方、明治3年（1870年）明治政府は大日本帝国海軍士官を養成するため海軍兵学寮（後の海軍兵学校）を設立し、10月3日イギリス海軍を模範と定め、1873年（明治6年）アーチボルド・ルシアス・ダグラスを招聘した。ダグラスは座学の多さを問題視し、1874年（明治7年）1月健康な心身を育成するため、レクリエーションとしてビリヤード、クリケット、ボウリングの導入を提言し、米英留学から帰国した教員松村淳蔵・服部潜蔵やオランダ海軍大尉アセンデルフト・デ・コーニング（Cornelis Theodoor van Assendelft de Coningh）が指導に当たった。

## 計画

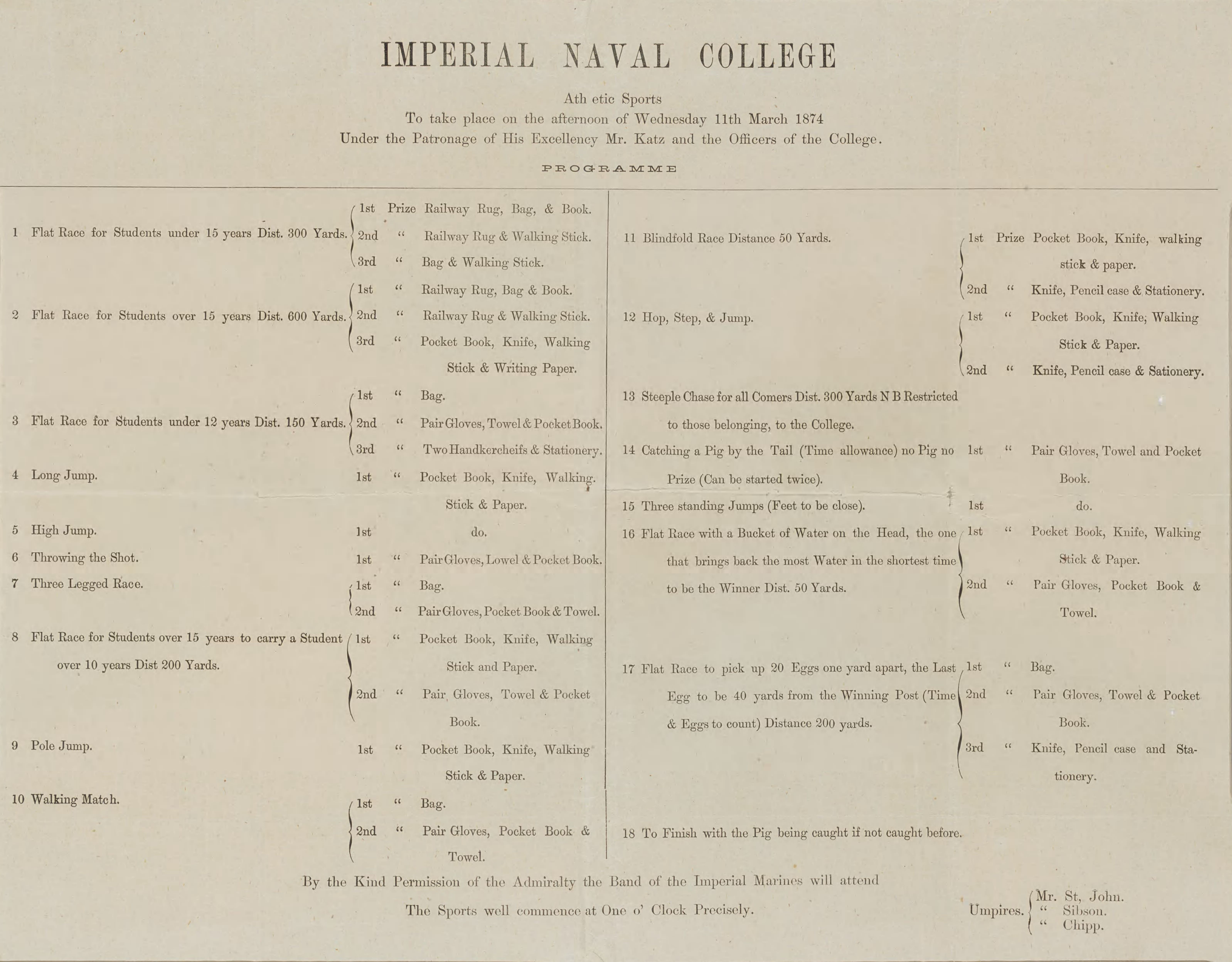
英文プログラム

1874年（明治7年）2月ダグラスはアスレチックスポーツの開催を提言し、兵学寮・海軍省の同意を得た。プログラムは最初英文で作成され、英学教官錦織精之進・三輪光五郎・服部章蔵、皇漢学教官松波直清・小林為文・山田養吉が翻訳に当たった。大会名は当初「競争遊戯」と訳されたが、3月8日海軍卿勝海舟が太政大臣三条実美に開催を届け出た際、より勇壮な印象を持つ「競闘遊戯」に改められた。和名は「きそひあそび」とされた。
数日前から行われた練習には、海軍兵学寮本科生徒128名、予科生徒62名、水路寮生徒14名、軍医寮生徒12名、海兵士官学校（フランシス・ブリンクリー）生徒10名が動員され、海軍省からは軍楽隊、給仕10名、警視海兵20名も派遣された。行司（審判員）は二等水夫長セント・ジョン、掌砲属ギブソン、水夫長属チップ が担当し、測量手ハモンド が練習会を指導した。
プログラムは和文800枚、英文500枚が用意され、正院・左院・右院、各官省、開拓使、東京府へ開催が通達された、3月10日『郵便報知新聞』『日新真事誌』、14日『新聞雑誌』でも開催が報道されたが、これに対して開催に反対する投書があり、学生に公費で娯楽をさせることに疑問を呈され、学業への影響を心配されたほか、競技種目も馴染みがなかったため、二人三脚については「戦争で足を失った人をくっつけて一人の兵士にでもする手立てか」、目隠し競走については「全く危ないことで、怪我でもしたらどうするのだ」などと非難された。

## 標目
| 般 | 漢名     | 和名                     | 説明書き | 内容            |
| -- | -------- | ------------------------ | --- | --------------- |
| 1  | 雀雛出巣 | すずめ の すだち         | 12歳以下の生徒をして150ヤードの距離を疾駆せしむ。                                                                                        | 150ヤード徒競走 |
| 2  | 燕子学飛 | つばめ の とびならひ     | 15歳以下の生徒をして300ヤードの距離を疾駆せしむ。                                                                                        | 300ヤード徒競走 |
| 3  | 秋鴈群翔 | あき の むくどり         | 16歳以上の生徒をして600ヤードの距離を疾駆せしむ。                                                                                        | 600ヤード徒競走 |
| 4  | 暁鴉乱飛 | あけ の からす           | 看客をして300ヤードの距離を疾駆し、且つ、諸般の遊戯を競闘せしむ。但た、本寮管轄に在る者の外を許さず。                                    | 300ヤード障害走 |
| 5  | 文鰩閃浪 | とびのうを の なみきり   | 距離を限らずして前に飛躍し、少しも遠く踰越するを務めしむ。                                                                               | 幅跳び          |
| 6  | 大鯔跋扈 | ぼら の あみごえ         | 高点を定めずして上に飛躍し、少しも高く地を離るるを務めしむ。                                                                             | 高跳び          |
| 7  | 老貍打礫 | ふるだぬき の つぶてうち | 距離を定めずして毬を投撃し、少しも遠く達するを務めしむ。                                                                                 | 玉投げ          |
| 8  | 乳猿避猟 | こもちざる の かけぬけ   | 15歳以上の生徒をして10歳以上の生徒を背に負ひ、200ヤードの距離を疾駆せしむ。                                                              | 負ぶい競走      |
| 9  | 蛺蝶趁花 | てふ の はなおひ         | 2人を並べて、左者の右脚と右者の左脚と緊紮し、二頭三脚にして疾駆せしむ。                                                                  | 二人三脚        |
| 10 | 蜻蛉飜風 | とんぼ の かざがへり     | 竿を以て地を撥し、旋転飛躍して、以て疾駆せしむ。                                                                                         | 棒高跳び        |
| 11 | 野鶴出籠 | かご の にげづる         | 脚を伸し、少しも其体を毀ることなく整粛して、以て急歩せしむ。                                                                             | 競歩            |
| 12 | 挽馬脱轅 | ばしゃ の はなれうま     | 布巾を以て両明を遮蔽し、50ヤードの距離を暗々疾駆せしむ。                                                                                 | 目隠し競走      |
| 13 | 白鷺探鰌 | さぎ の うをふみ         | 或は一脚を蹇し、或は大踏歩し、或は飛躍し、歩々更互して以て疾駆せしむ。                                                                   | 三段跳び        |
| 14 | 神鷹捉䰵 | わし の いなとり         | 豕を放ち、其奔馳を追ひ、尾を捉して之を獲るを務めしむ。但た、其豕を放つは1回にして、之を捉するは時間を限ることとす。                      | 豚追い競走      |
| 15 | 玉兎躍月 | うさぎ の つきみ         | 躍ること三躍して、以て歩に代へ、少しも疾く前進するを務めしむ。                                                                           | 立ち三段跳び    |
| 16 | 猴獼偸桃 | さる の ももとり         | 鶏子20顆を撒して1ヤード毎に置き、之を拾収して疾駆せしむ。但た、其距離は200ヤードにして、第20顆の鶏子より標柱に至るの間を40ヤードと為す。 | 卵拾い競走      |
| 17 | 須浦汲潮 | すま の しほくみ         | 頭上に水桶を戴き疾駆せしむ。但た、50ヤードの距離に達して水を溢耗すること少く、且、速に還来るを務めしむ。                                 | 水桶運び競走    |
| 18 | 中原逐鹿 | もろこし の しかおひ     | 先に豕を放ちしときに、若し誰人の之を捉獲する者も有らずんば、再び之を放って、以て一鬧し、以て競戯の結局と為す。                           | 豚追い競走      |

## 当日の様子
当初の開催予定日は3月11日だったが、雨天により16日、21日と順延された。3月21日土曜日は曇りのため決行となり、午前11時に開門、午後1時競技が開始された。競技の開始は小銃で合図され、競技中は軍楽隊の演奏があった。300ヤード障害走では、参加した一般客がスタートの銃声に驚いて走り出しを躊躇する場面があった。
負いぶい競走は肩車に変更され、大柄の本科生徒横尾道昱・鹿野勇之進・富岡定恭・藤岡幸右衛門・福島虎次郎が予科生徒塚原茂蔵・名倉茂三郎・松平政久・守谷玉雄・斎藤錠三郎を乗せて競走した。当時の参加者木村浩吉は「壮年生徒が幼年生徒を負ふて駈けるのを見たのは初めてであるから妙に思った。」と回想している。
富岡定恭・鹿野勇之進は他の競技でも活躍し、走高跳び・幅跳び・棒高跳び・三段跳び等でチャンピオンとなった。
最後の豚追い競走はヘットを塗った小豚を放って予科生徒に追わせるものだったが、尾や四肢が滑ってなかなか捕まらず、豚も生徒もヘトヘトになり、観客は大笑いとなった。午後4時40分ようやく豚が捕まり、競闘遊戯は閉会となった。

## その後の展開

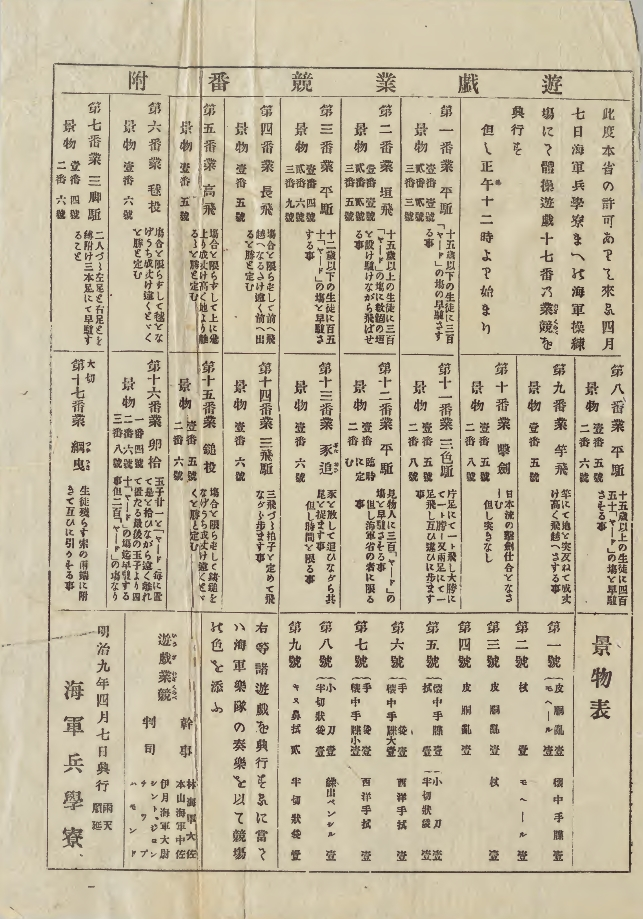
遊戯業競番附

2年後の1876年（明治9年）4月7日、ダグラスの後任ジョーンズ、本山漸中佐、林雅昭少属の後援の下、兵学寮前操練場で遊戯業競（ゆうぎわざくらべ）が開催された。競技からは負いぶい競走・目隠し競走等が外れて綱引き・剣術等が加えられ、イギリス公使ハリー・パークスの参観を受けた。
その後、兵学寮における競技会は東京英語学校教師フレデリック・ウィリアム・ストレンジを幹事とする外国人クラブ東京アマチュアアスレチック協会 が受け継ぎ、同年5月13日兵学寮構外の操練場を借りて春季大会を、引き続き海軍軍楽隊、兵学校生徒も動員された。同協会は東京アスレチッククラブ（東京競闘遊戯社） となり、1877年（明治10年）9月29日操練場で第1回競技会、1878年（明治11年）5月11日秋季大会を開催
ストレンジは クリケット、ベースボール等数多くの外国人クラブで精力的に活動し、1882年（明治15年）秋頃から職場東京大学運動場でも学生に陸上競技を教えるようになり、1883年（明治16年）6月16日公式にアスレチックスポーツを開催、以降運動会として全国の学校に広まることとなる。
一方、1878年（明治11年）から札幌農学校でも類似の行事遊戯会が開催されているが、アメリカマサチューセッツ農科大学から移入したものであり、直接の関係はない。

## 備考
- 「豚追い」と呼ばれる行事は前近代でも見られ、薩摩藩の下級武士の餞別会には通例であり（上級武士の餞別会は馬術演習）、西郷隆盛が江戸行きの際、豚追いを行っている。方法は、合図として法螺貝を吹き、青竹を携えた若者と犬が豚を追い、そこに待ち構えた西郷が豚を捕まえ、投げつけて豚殺し、塩煮にして食べるというものだった[19]。